# Schloss Kyburg

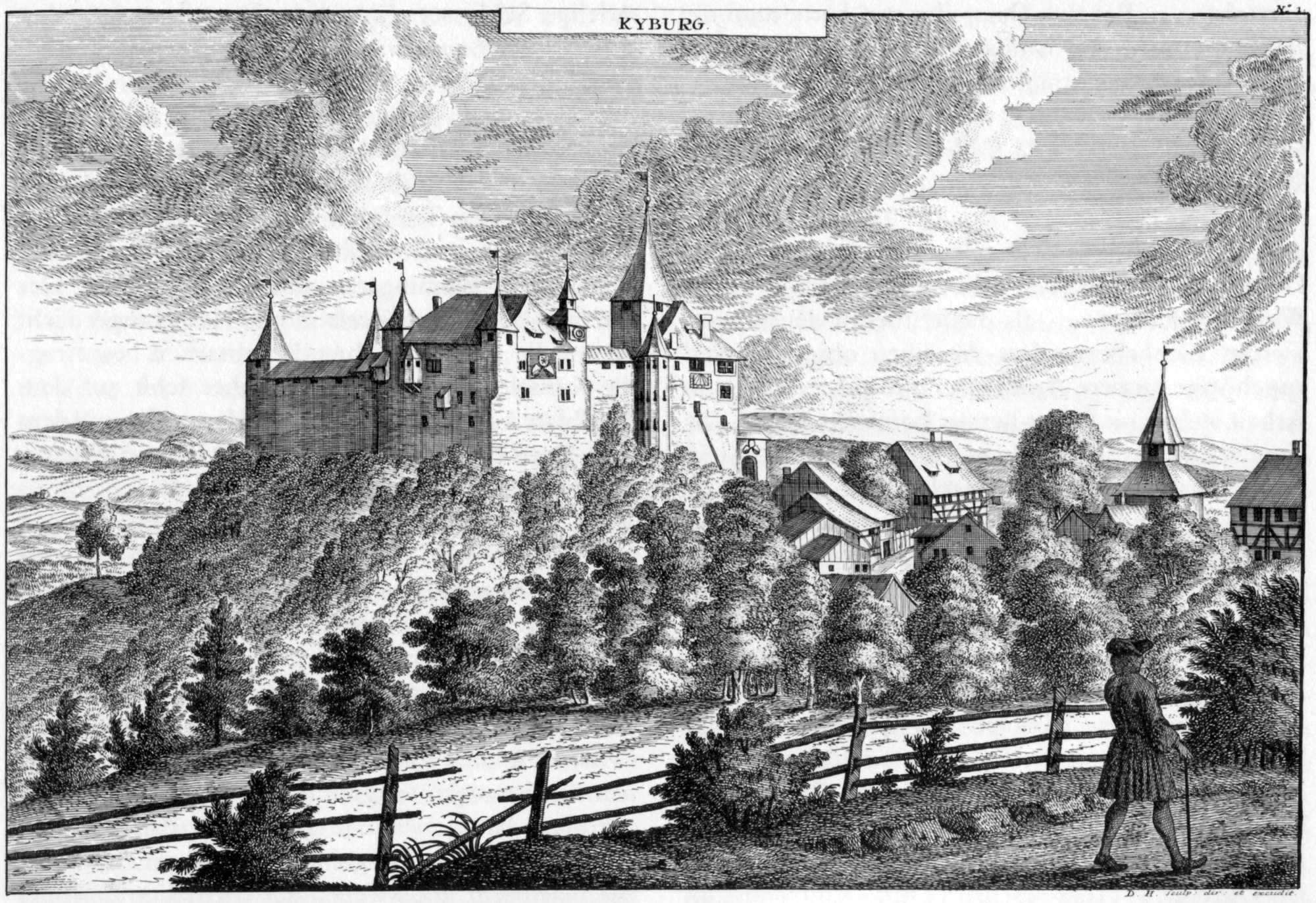
Die Kyburg als Landvogteischloss der Stadt Zürich um 1740 auf einem Stich von David Herrliberger

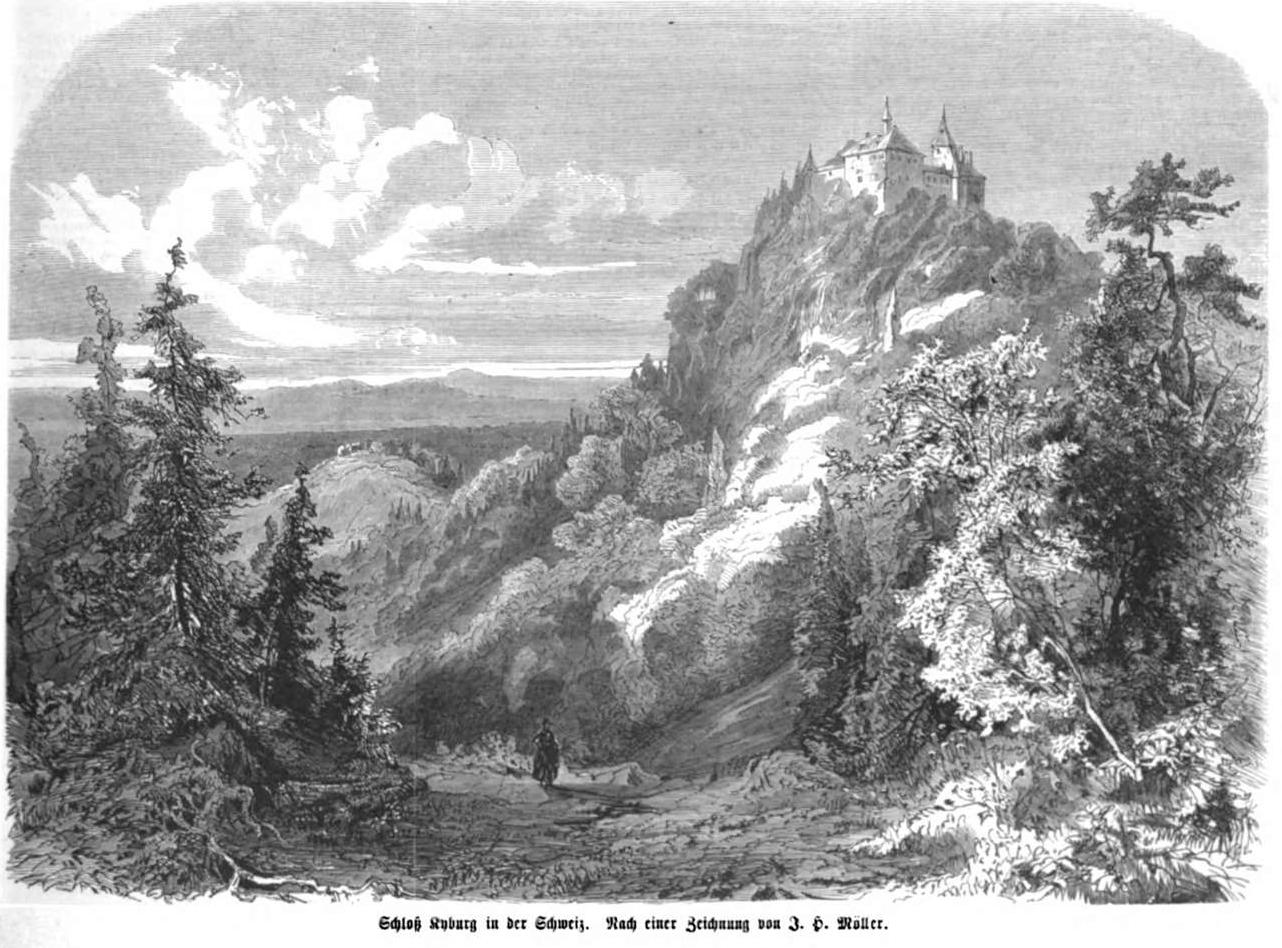
Schloss Kyburg auf einem Hügelsporn hoch über der Töss. Graphik von I. H. Möller, 1869.

Die Kyburg ist ein Schloss beim gleichnamigen Dorf (Kyburg ZH) in der Gemeinde Illnau-Effretikon, Schweiz. Es liegt südlich von Winterthur hoch über der Töss und geht auf eine mittelalterliche Burg zurück. Die Kyburg ist als Kulturgut von nationaler Bedeutung eingestuft.

## Name
Die frühesten Nennungen lauten unter anderem Chuigeburg (1027), Chuoiburk (1096), Chuoweburg (1152), Chuoburg (1156). Ausgangspunkt ist am ehesten ein althochdeutsches *Chuoioburg, *Chuoiobërg «Ort, Berg, wo sich Kühe aufhalten». Später lautet er Qwiburg (1180), Chiburg (1212) und ähnlich, was – da die Entwicklung nicht lautgesetzlich ist – vielleicht eine bewusste Umbenennung mittels Anlehnung an mittelhochdeutsch kîp «Zank, Trotz» ist, da den Grafen der alte Name zu wenig höfisch geklungen haben mag und nun den Eindruck einer Trutzburg erwecken sollte.

## Geschichte

### Mittelalter
Als mutmasslicher Erbauer der erstmals 1027 erwähnten Burg gilt Liutfried II. von Winterthur. Sie dürfte 1025 Graf Werner von Winterthur als Zufluchtsort gedient haben, als er sich Herzog Ernst von Schwaben anschloss und mit ihm gegen dessen Stiefvater Kaiser Konrad II. kämpfte. Nachdem die Rebellion vom Kaiser niedergeschlagen worden war, flohen Graf Werner und Ernst von Schwaben auf die Kyburg. 1027 wurde die Burg durch den Kaiser erobert und zerstört. Werner von Winterthur fiel am 17. August 1030 bei Burg Falkenstein im Schwarzwald im Kampf gegen die Leute des Bischofs Warmann von Konstanz auf der Baar.
Nach dem Aussterben des Geschlechts der Winterthurer in der Mitte des 11. Jahrhunderts kam ihr Erbe durch die Heirat zwischen Adelheid von Winterthur-Kyburg und Graf Hartmann I. von Dillingen an das Haus Dillingen. Graf Hartmann, der auf Seiten der Papstanhänger gegen den kaisertreuen Abt von St. Gallen kämpfte, verlor die Kyburg 1079. Trotz der Niederlage behauptete Hartmann seine Stellung und wurde zu einer der einflussreichsten Persönlichkeiten der Nordostschweiz. Sein Enkel Hartmann III. von Dillingen, der sich nun Hartmann I. von Kyburg nannte, heiratete Richenza von Lenzburg-Baden.
Nachdem 1173 die Lenzburger und 1218 die Zähringer ausgestorben waren, kamen deren Ländereien und Herrschaftsrechte an das Haus Kyburg, das damit neben den Habsburgern und den Savoyern zu einem der bedeutendsten Adelsgeschlechter zwischen Rhein und Alpen wurde. 1263 starben die Kyburger aus. Ihr Erbe kam über Anna von Kyburg an die Grafen von Habsburg-Laufenburg, die den grössten Teil an Rudolf von Habsburg verkauften. Nach seiner Wahl zum deutschen König verlor die Kyburg rasch an Bedeutung, auch wenn von 1273 bis 1325 die Reichskleinodien in Kyburg verwahrt wurden. Ein kleiner Teil des kyburgischen Erbes wurde unter habsburgischer Verwaltung als Grafschaft Kyburg zu einer Verwaltungseinheit zusammengefasst, die ihren Mittelpunkt auf der Kyburg hatte.

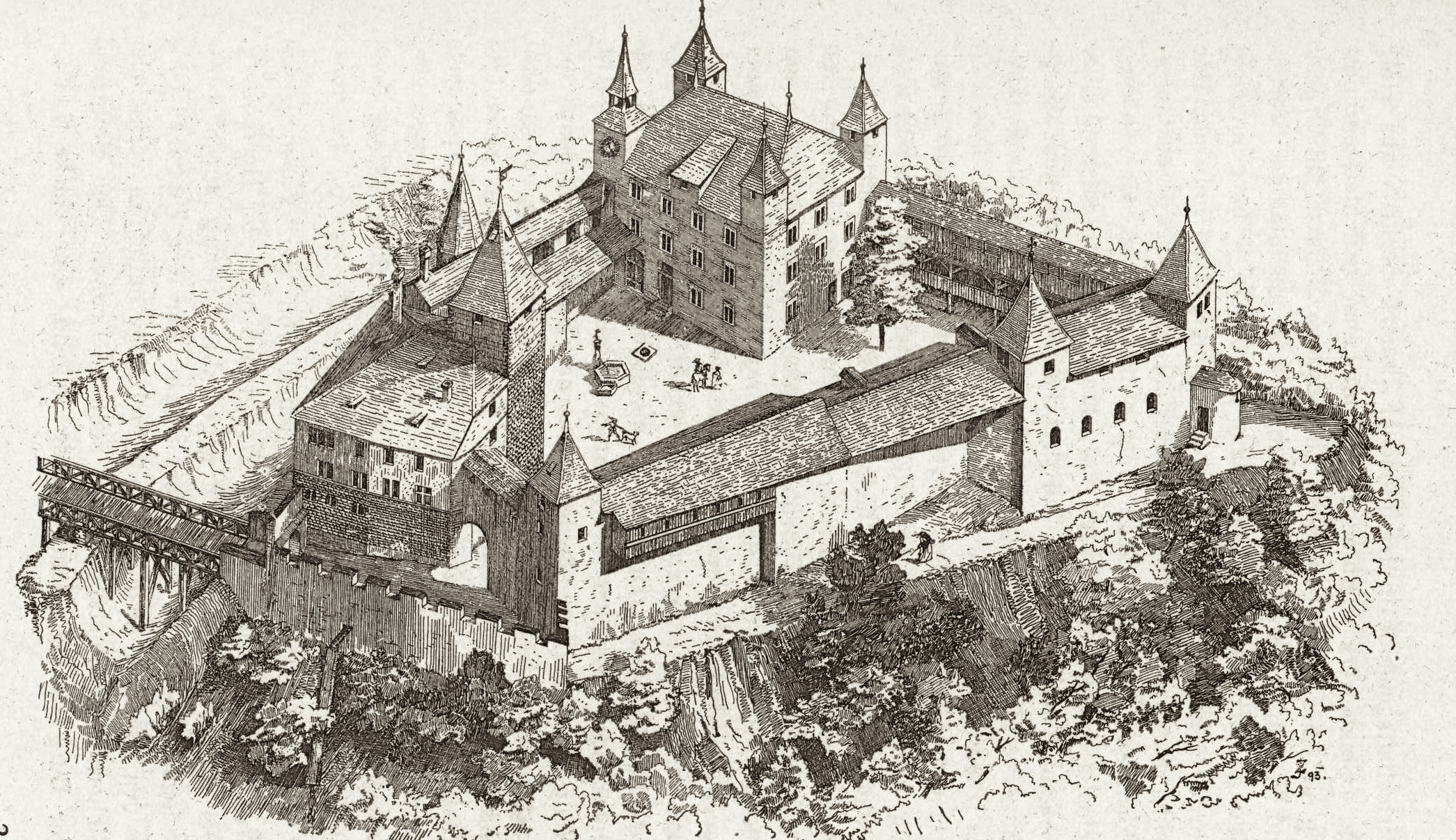
Kyburg zur Zeit der Landvögte

### Frühe Neuzeit
1424 erwarb die Stadt Zürich die Grafschaft. Der erste Vogt war Johannes Schwend der Alte, der die heruntergekommene Burg wieder in Stand stellen liess. 1442 forderte Österreich sie als Entschädigung für die im Alten Zürichkrieg geleistete Unterstützung zurück. 1452 brachte Zürich 17’000 Gulden auf und erhielt die Grafschaft als Pfand. 1499 verzichtete König Maximilian I. auf seine Rechte und überliess die Kyburg den Zürchern.
Bis 1798 amteten vornehme Zürcher Bürger jeweils für sechs Jahre auf der Kyburg als Vogt, hielten Gericht und trieben die Abgaben ein. Vielfach diente das Amt des Landvogtes als Vorstufe zum Bürgermeisteramt in Zürich, wie beispielsweise für Johann Heinrich Waser und Heinrich Escher. Als Sohn des Landvogtes Hans Rudolf Lavater wurde hier der spätere Archidiakon am Grossmünster und Antistes der reformierten Zürcher Kirche Ludwig Lavater geboren.

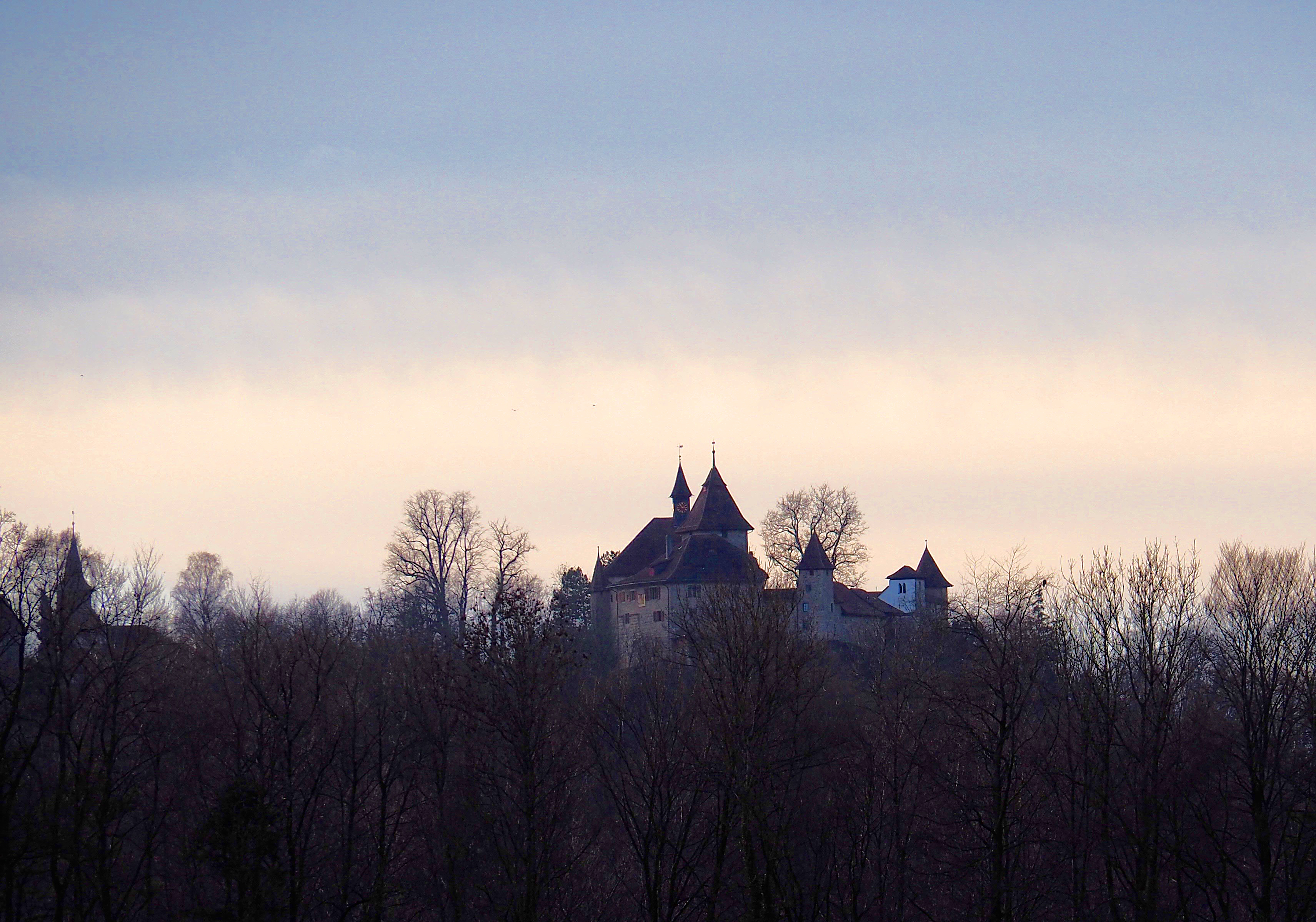
Schloss Kyburg im Abendlicht

Die Zeit der Landvögte endete 1798 mit dem Beginn der Helvetischen Republik; 59 Landvögte hatten auf der Kyburg residiert. Im März 1798 besetzten Bauern die Kyburg und plünderten sie, gewährten dem letzten Vogt Hans Caspar Ulrich (1741–1817) aber freien Abzug.

### Spätere Nutzung
1815 wurde die Kyburg Sitz eines Oberamtes, wodurch der drohende Zerfall der Gebäude verhindert wurde. Mit der Reorganisation der kantonalzürcherischen Verwaltung 1831 verlor die Kyburg ihre Funktion als Verwaltungssitz und 1832 versteigerte der Kanton die Burg für 10’600 Franken an den Kaffeewirt Franz Heinrich Hirzel aus Winterthur, der sie abbrechen wollte, um die Steine als Baumaterial zu verkaufen. Sein Vorhaben wurde von geschichtsbewussten Bürgern Winterthurs verhindert, und so verkaufte er sie 1835 für 12'000 Gulden dem polnischen Flüchtling Graf Alexander Sobansky (1799–1861). Sobansky hatte 1830 am Aufstand Polens gegen Russland teilgenommen und musste nach seiner Niederschlagung fliehen. Das Grafenpaar Sobansky lebte fast 30 Jahre auf der Kyburg, zusammen mit zwei Söhnen.

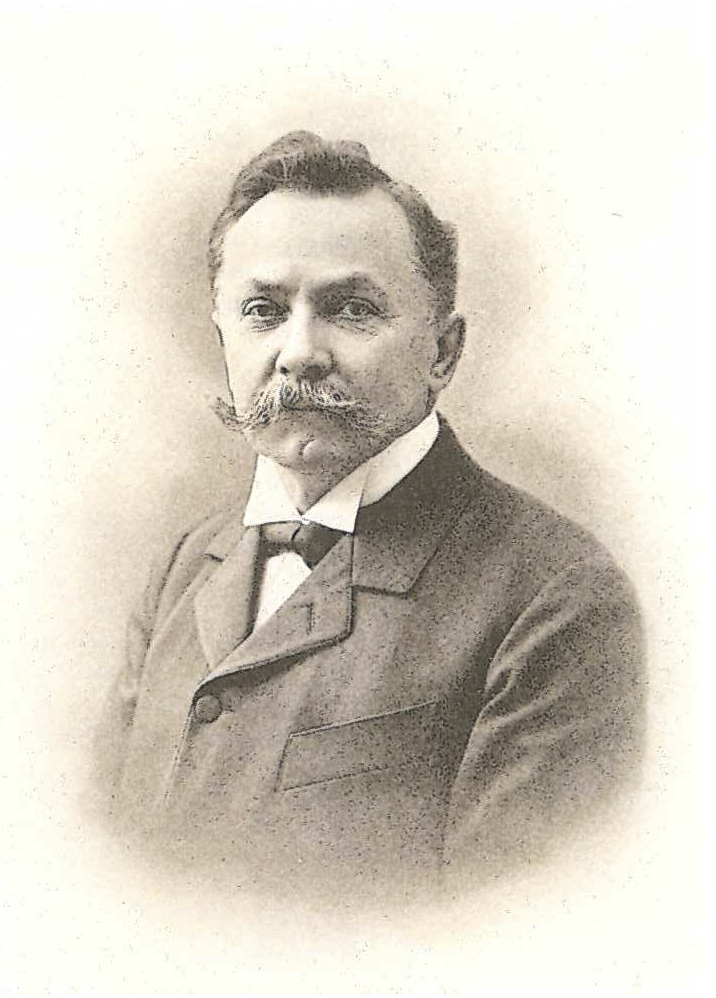
Eduard Bodmer, der letzte private Besitzer

Der nächste Besitzer wurde 1864 der Oberstleutnant Matthäus Pfau aus Winterthur, er stellte im Schloss seine Gemäldesammlung aus. Nach seinem Tod stand das Schloss neun Jahre leer. Ihm folgte 1889 der letzte private Besitzer, der Kaufmann Eduard Bodmer Thomann aus Oetwil am See (1837–1914), der, unterstützt durch Rudolf Rahn, das Gebäude wieder instand stellte. Er öffnete das Schloss als Museum im Stile der Mittelalterromantik und führte die Besucher selber durch die Räume.
Von seinen Erben kaufte der Kanton Zürich 1917 die Anlage für 150’000 Franken zurück. 1925 bis 1927 fanden umfangreiche Umbauten statt, bei denen zum Teil auch frühere vorgenommene Änderungen wieder rückgängig gemacht wurden. Die neu gestaltete Ausstellung hatte bis 1999 Bestand, seither führt der Verein «Museum Schloss Kyburg» das Museum. Unter der Federführung von Dione Flühler-Kreis richtete er eine neue Dauerausstellung ein, die im Herbst 1999 eröffnet wurde. Heute ist die Ausstellung beliebt bei Schulklassen und Familien.

## Bilder

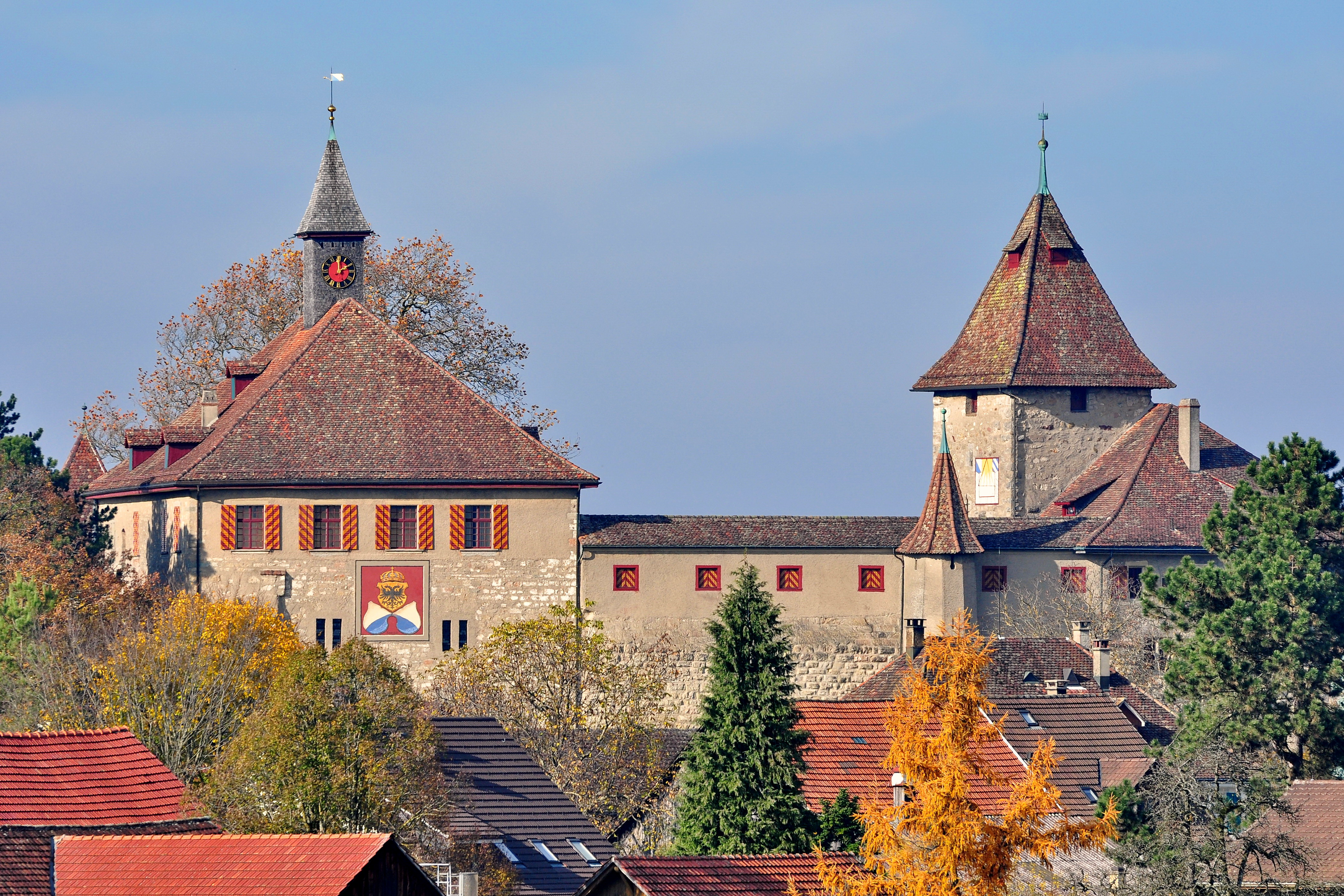
Blick auf das Schloss von Süden
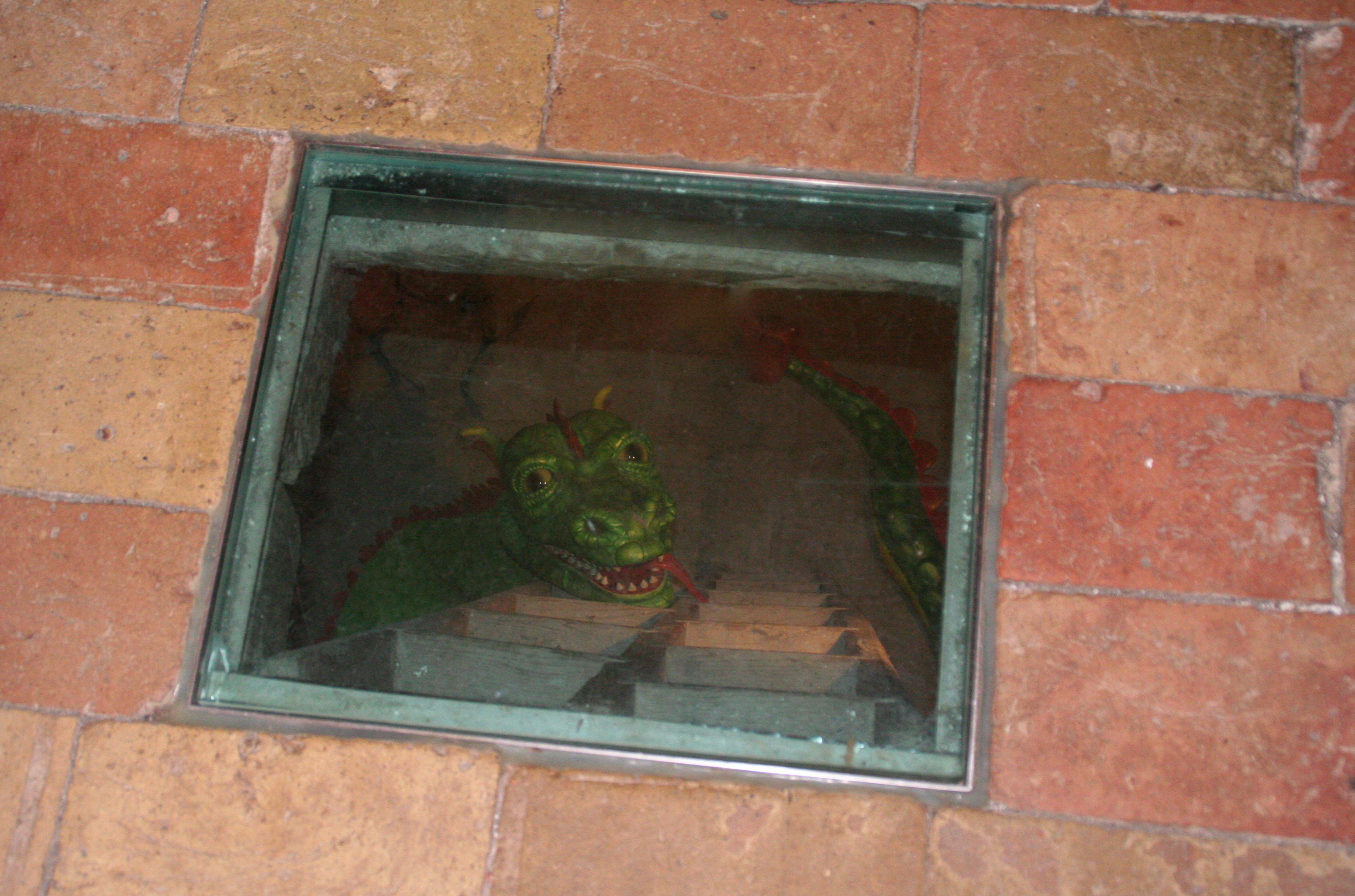
Drachenloch
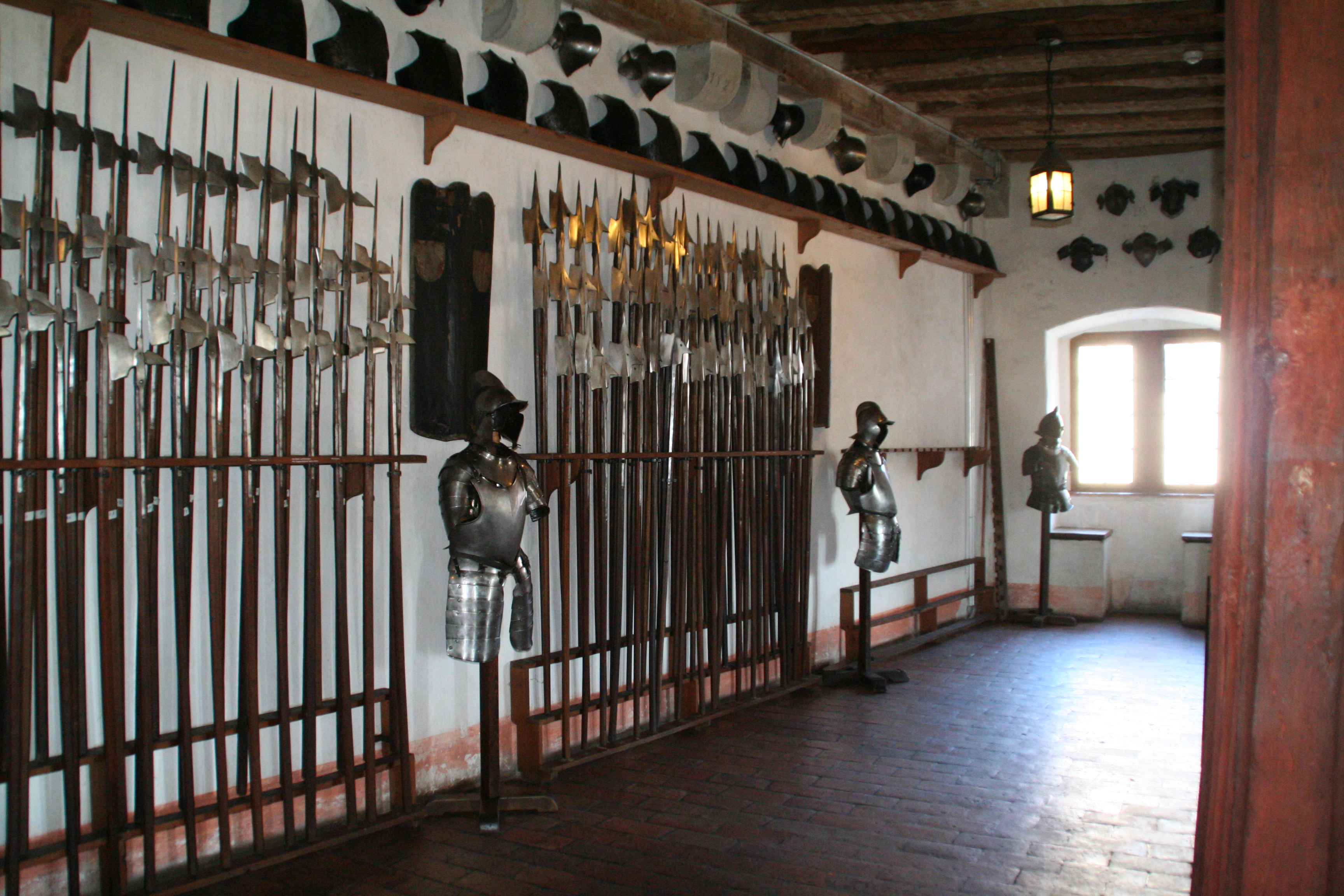
Hellebardenraum
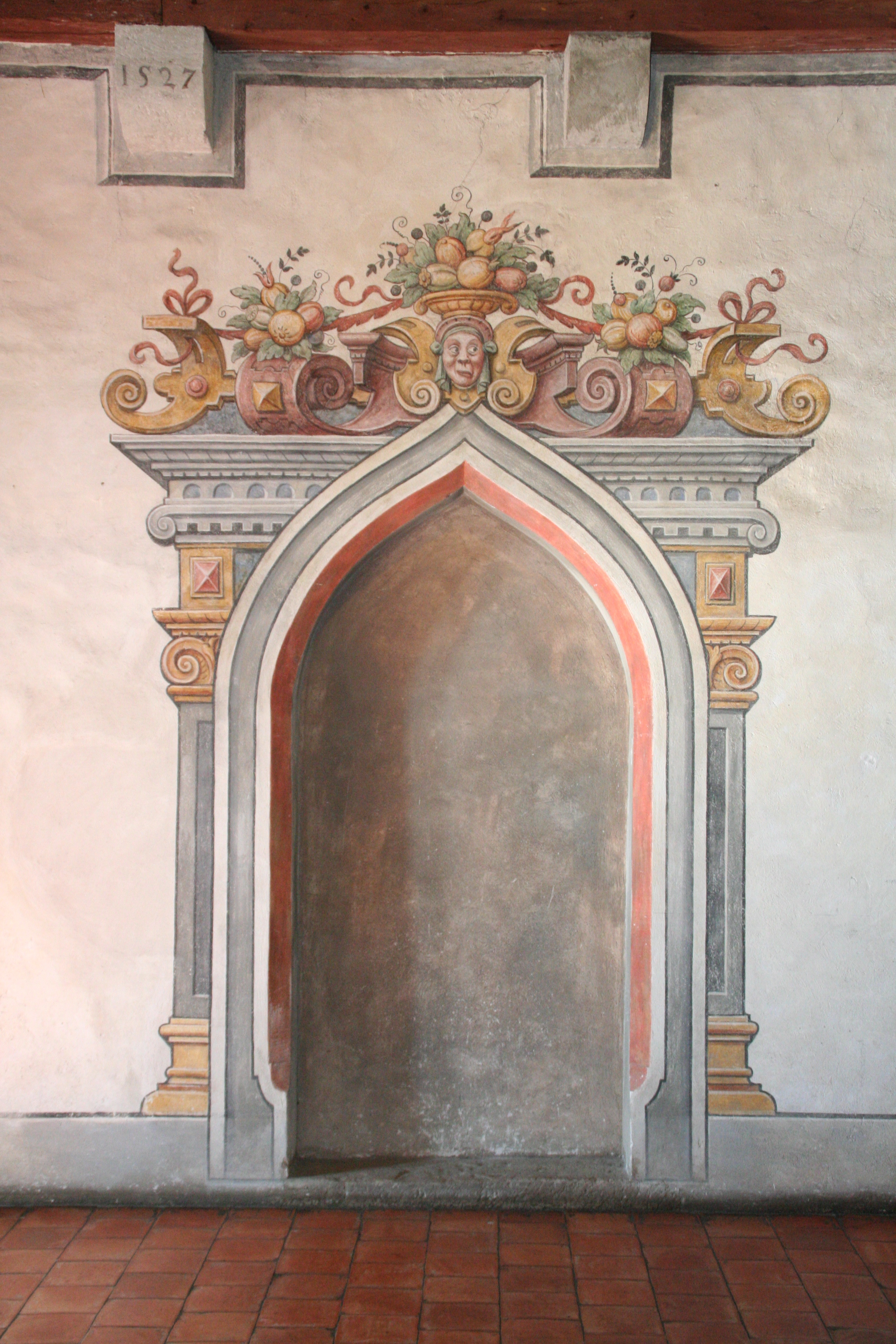
Nische
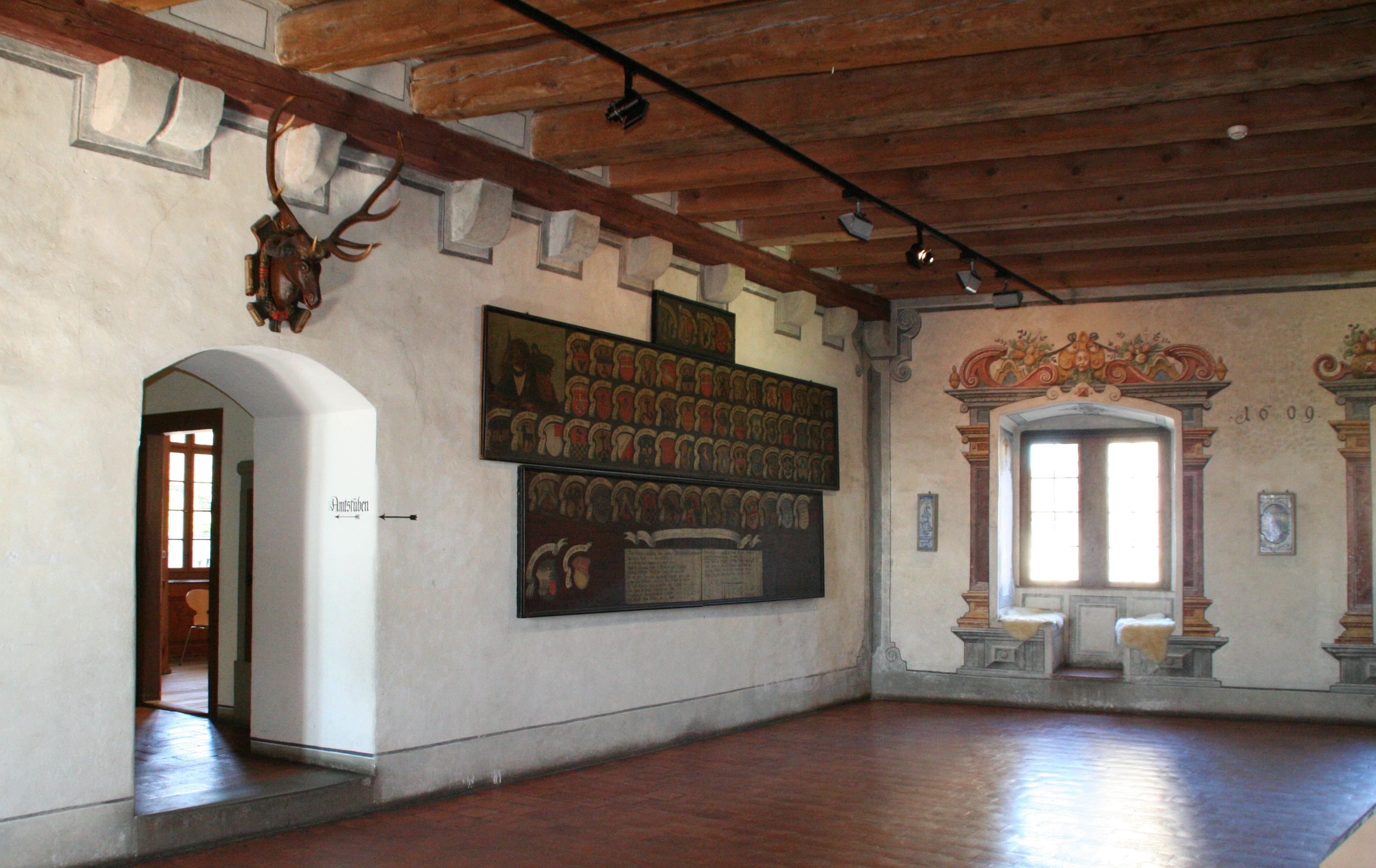
Saal

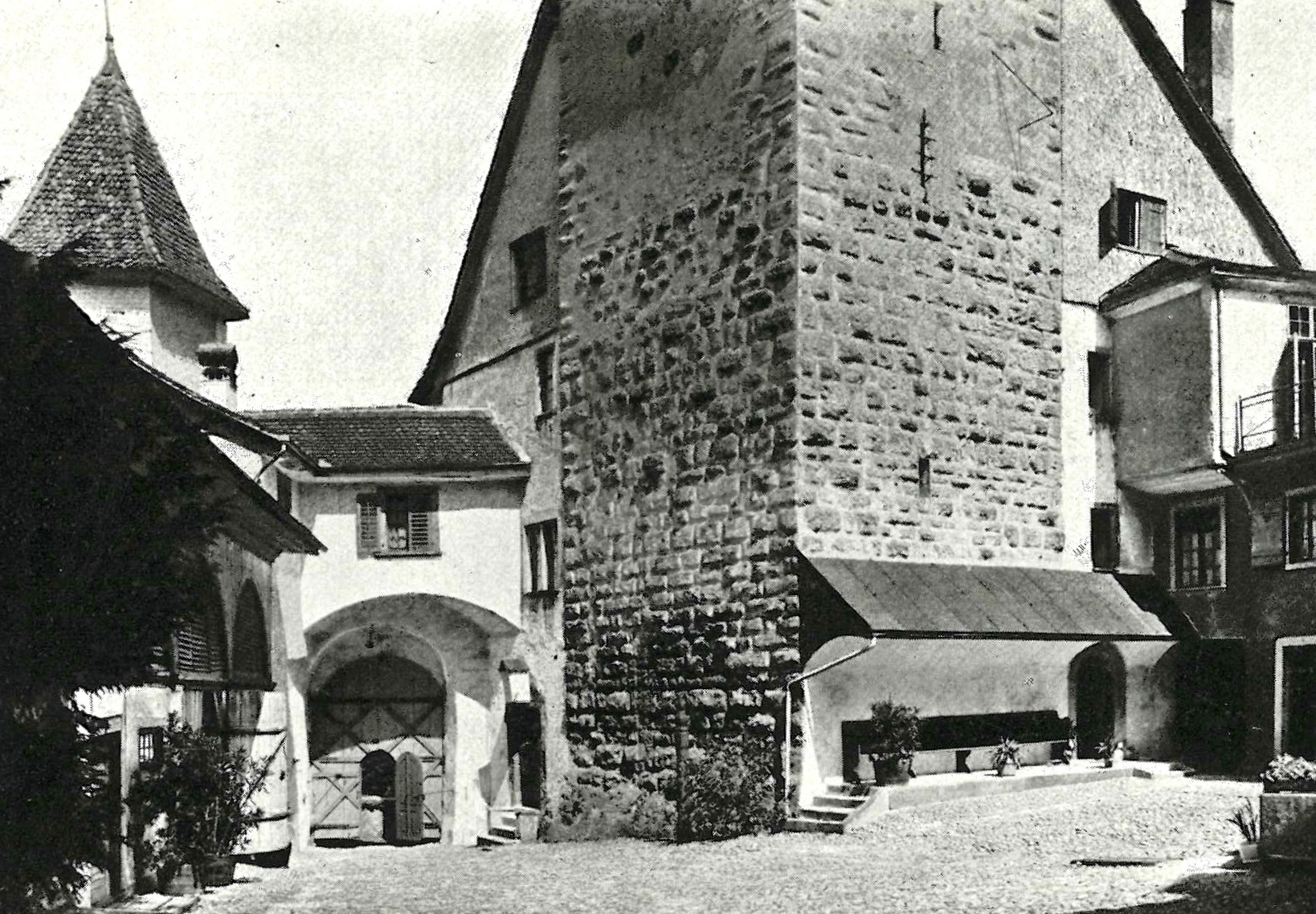
Hof vor Restaurierung
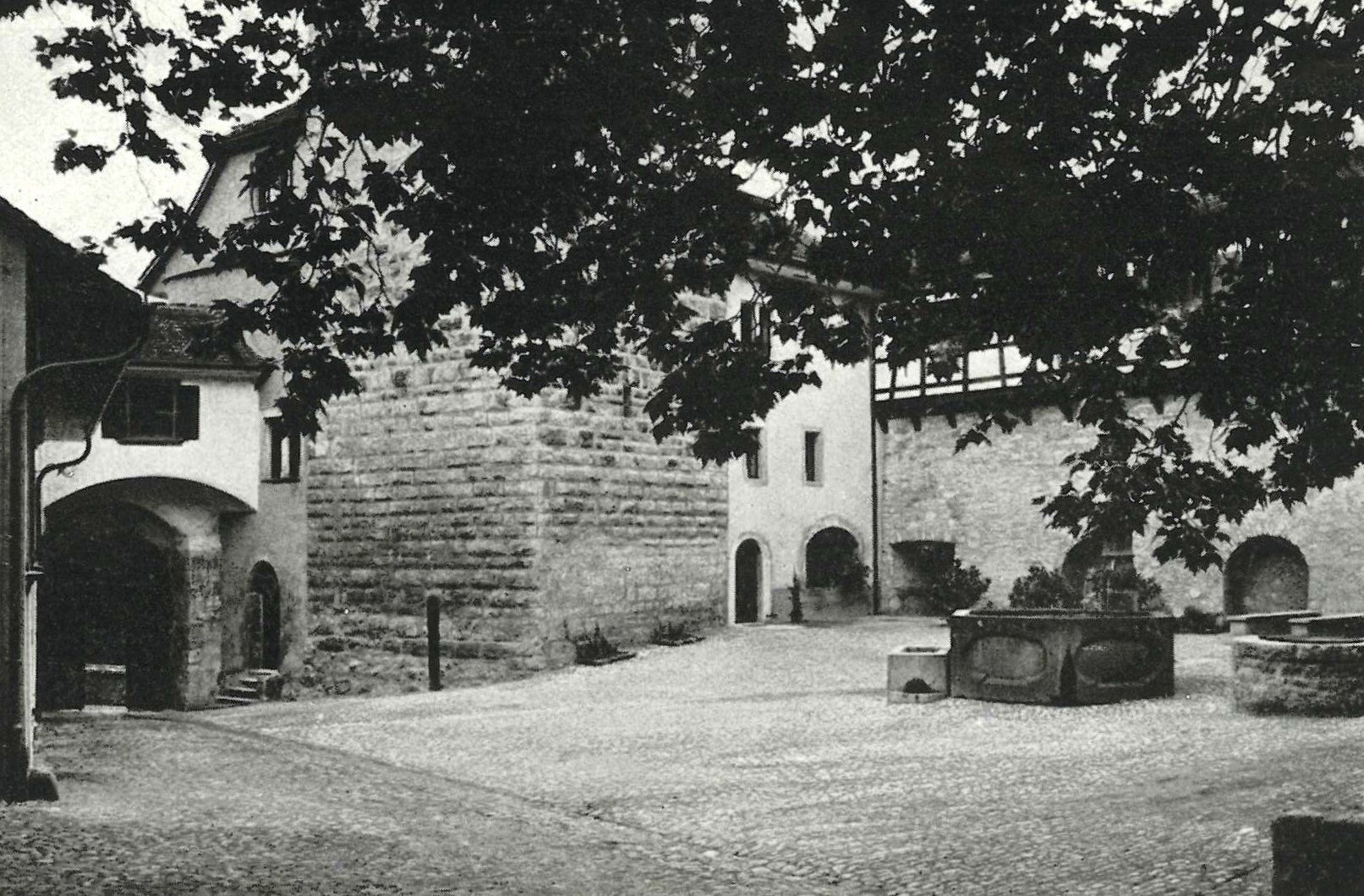
Nach Restaurierung
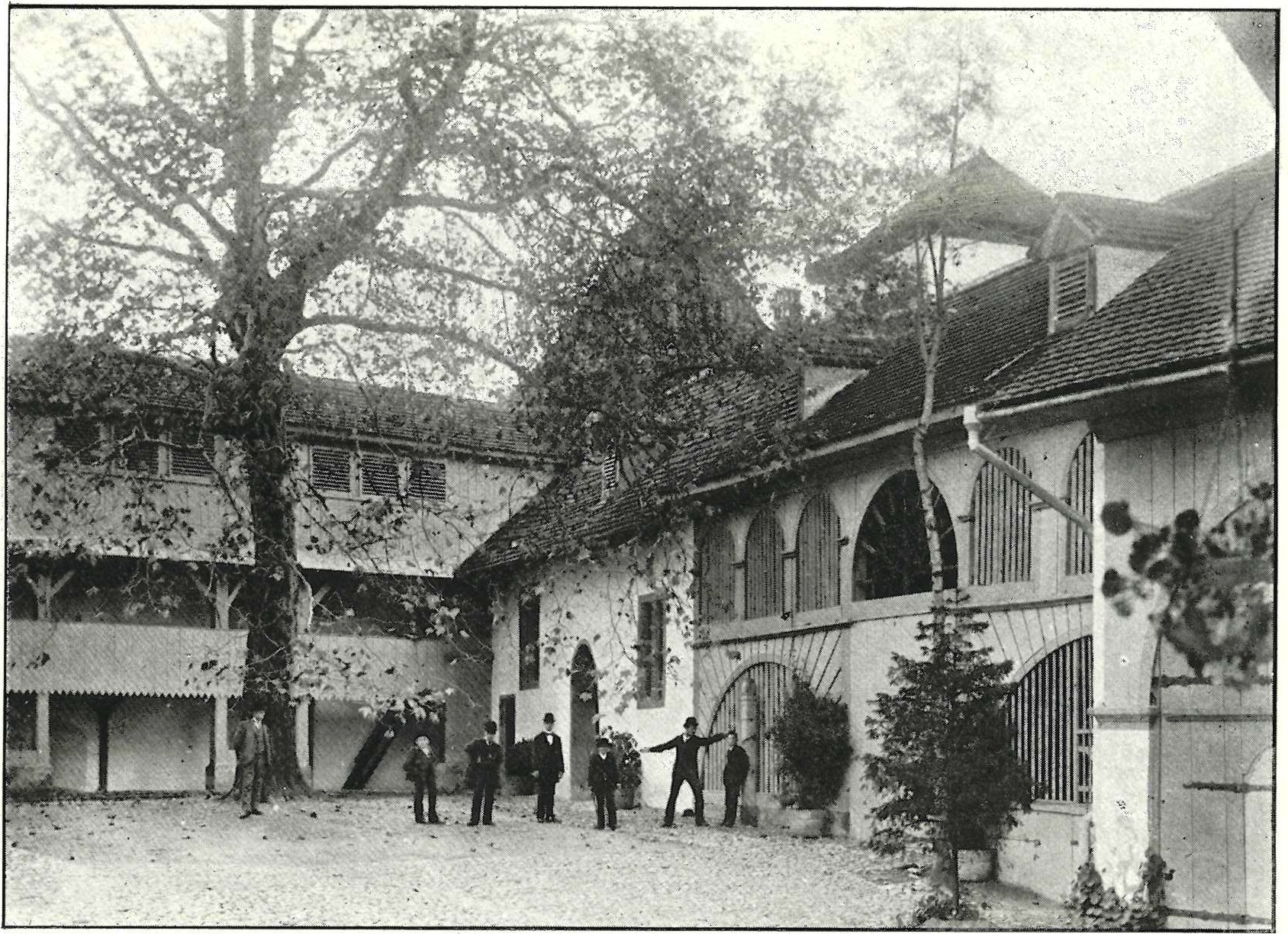
Wehrgang vor Restaurierung
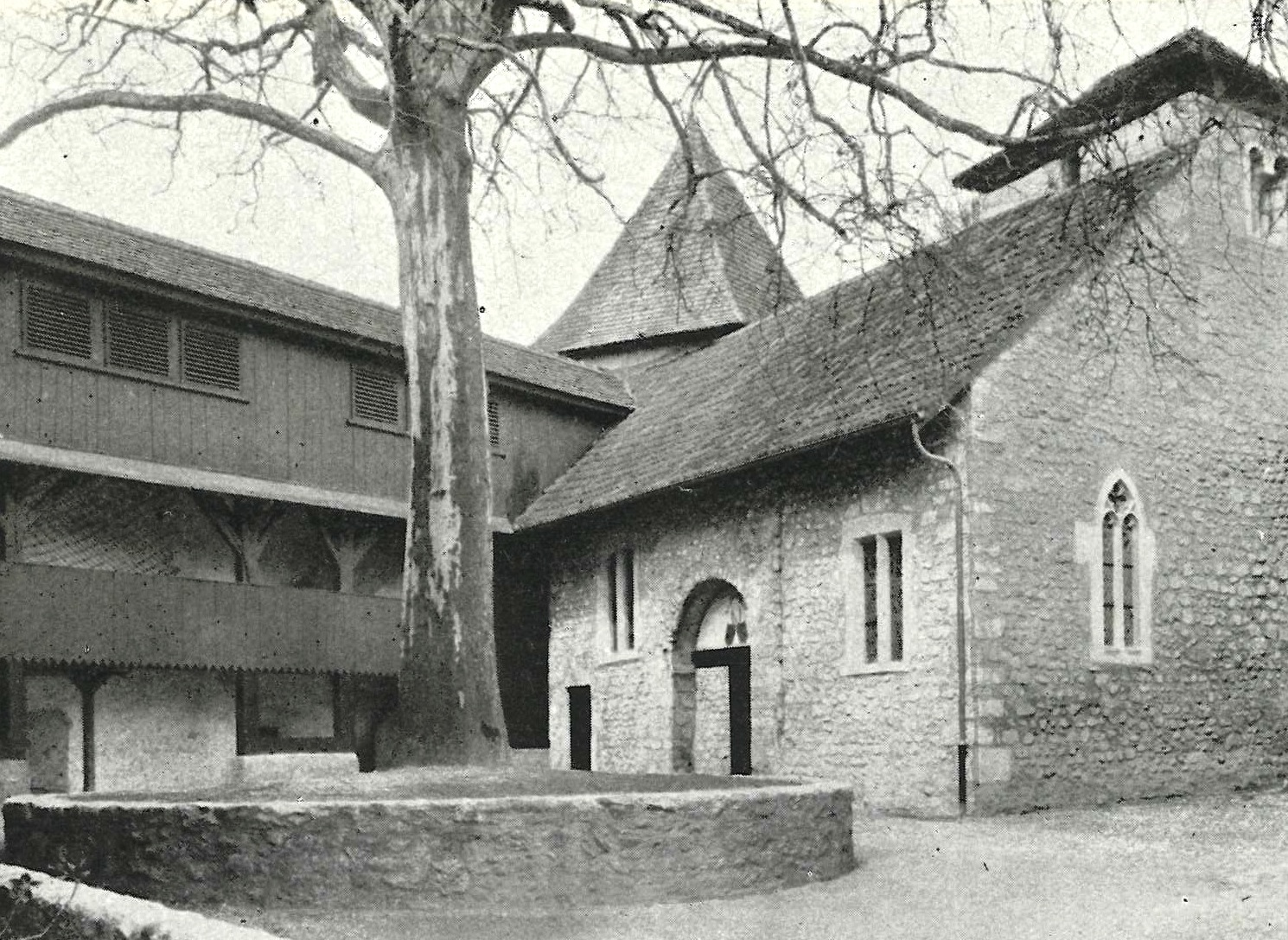
Nach Restaurierung

## Baugeschichte

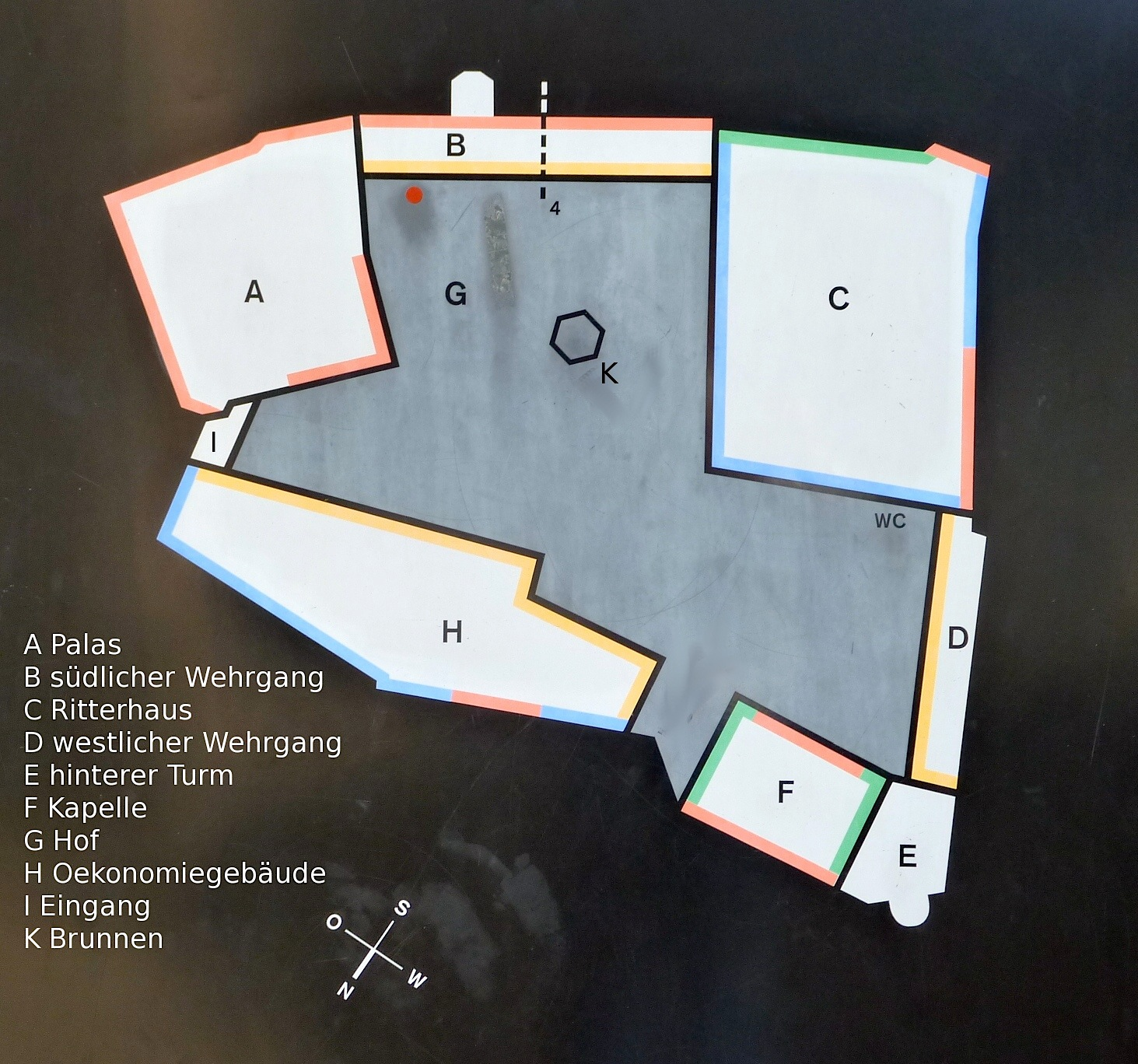
Plan der Anlage

Vermutlich standen 1027, zur Zeit der erstmaligen Erwähnung der Kyburg, hölzerne Bauten innerhalb einer Palisade. Die ältesten nachgewiesenen Teile der Kyburg entstanden zwischen 1150 und 1250. Nachgewiesen sind Bergfried, Palas, Kapelle sowie drei Steinhäuser und ein Eckturm im Südwesten. Die 2,50 Meter dicke Schildmauer zwischen Bergfried und Palas entstand im 13. Jahrhundert.
Nach dem Übergang der Burg in den Besitz der Habsburger wurde die Burg umgebaut. Der Eckturm wurde abgebrochen, das Gebäude nach Süden erweitert und die nördliche Ringmauer mit dem Burgtor errichtet. Nach einem Grossbrand zwischen 1250 und 1370 wurden umfangreiche Erneuerungsarbeiten vorgenommen. Spätestens um 1370 entstand der Palas, der mit seinen 290 m² Wohnfläche pro Geschoss zu den grössten seiner Art im deutschen Sprachraum gehört.
Nach der Übernahme der Burg durch den Kanton Zürich wurde ab 1424 wieder umgebaut. Der obere Teil des Bergfrieds wurde aus Tuffsteinen neu aufgebaut, dabei wurde auch der in einer Höhe von 11 Metern gelegene Hocheingang eingesetzt. 1472 musste des unstabilen Bodens wegen die Südfassade des Ritterhauses neu gebaut werden. Zudem erhielt die Kapelle eine neue Ostwand mit gotischen Fenstern und ein neues Dach. Nach der Reformation wurden die Wandmalereien 1515 überdeckt, die Kapelle diente als Geschützmagazin. 1624 wurde sie in zwei Geschosse unterteilt.
Ihr heutiges Erscheinungsbild erhielt die Kyburg im Wesentlichen um 1500.

## Kapelle

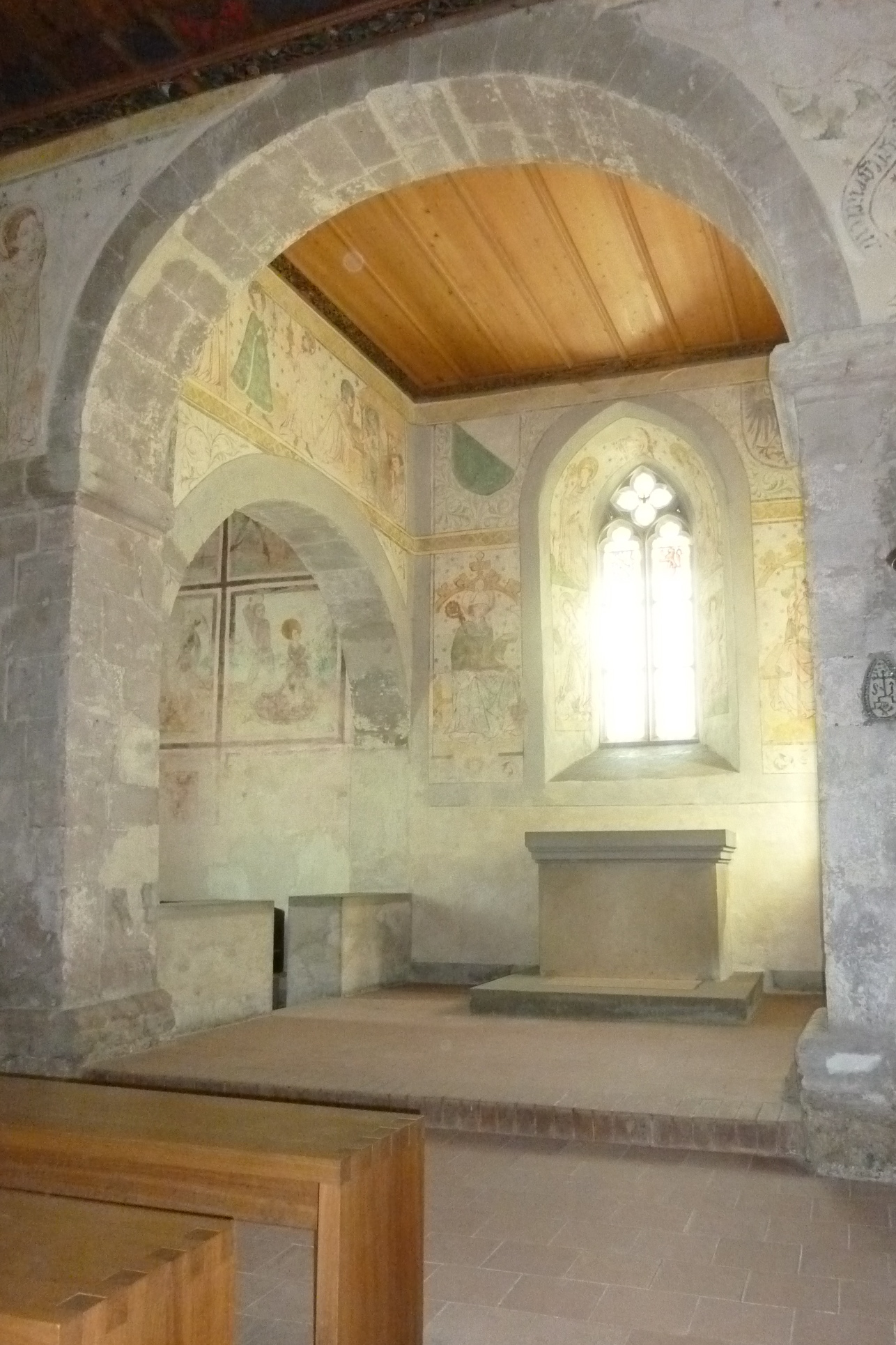
In der Kapelle

Wann die Kapelle gebaut wurde, ist nicht bekannt, angenommen wird eine Bauzeit um 1200. 1235 wird ein Burgkaplan erwähnt. Die romanische Anlage mit Schiff, Chor und Nebenchor blieb im Wesentlichen erhalten. Um 1308 soll die ungarische Königin Agnes von Ungarn Veränderungen vorgenommen haben, die sich aber nicht mehr nachvollziehen lassen.
1440 wurden im Auftrag der ersten Zürcher Landvögte Schiff und Chor bemalt. Den Bilderzyklus zum Leben der Zürcher Stadtheiligen Regula stiftete Landvogt Felix Schwarzmurer um 1480. Während der Reformation liess sie der Landvogt Hans Rudolf Lavater 1525 mit einem Verputz überdecken, danach diente sie als Geschützmagazin. 1624 wurde sie in zwei Geschosse unterteilt.

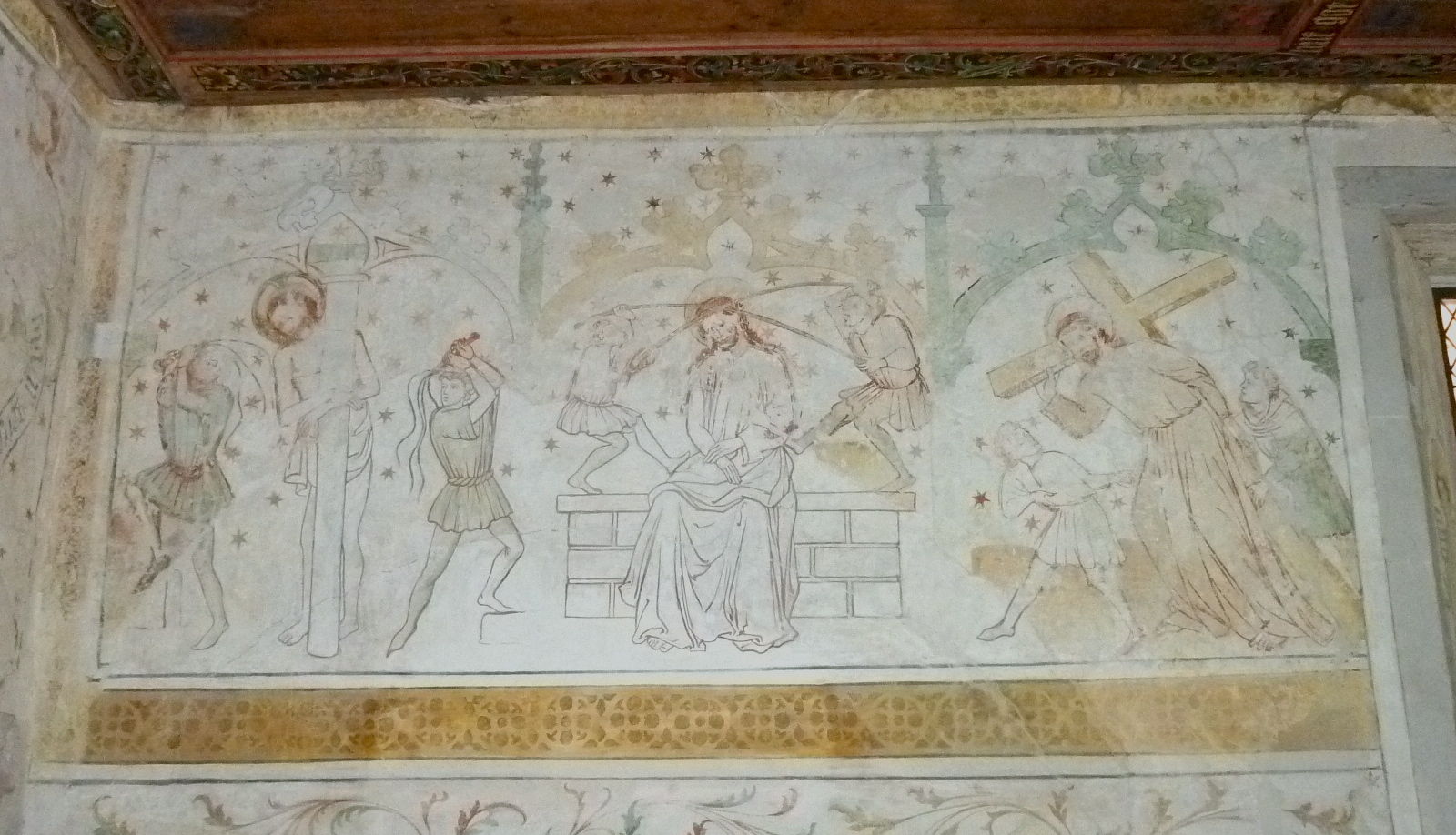
Geisselung

1865 entdeckte der damalige Besitzer Oberstleutnant Matthäus Pfau die Malereien und liess sie freilegen. Der nächste Besitzer Eduard Bodmer liess sie restaurieren und teilweise ergänzen. Zwischen 1992 und 1996 wurden sie im Auftrag der kantonalen Denkmalpflege untersucht und konserviert.
Neben den Bildern aus dem Leben Regulas sind verschiedene Heilige dargestellt sowie eine Verkündigungsszene und ein Anbetungsbild mit den drei Königen. Der Stil der Malereien in Schiff und Chor lassen auf eine Werkstatt aus der Bodenseeregion schliessen, die Bilder aus dem Nebenchor stammen von einem einheimischen Maler aus der Nordostschweiz.
In der Burgkapelle sollen zudem im 15. Jahrhundert in einer eisenbeschlagenen Truhe die Reichinsignien aufbewahrt worden sein.

## «Eiserne Jungfrau»

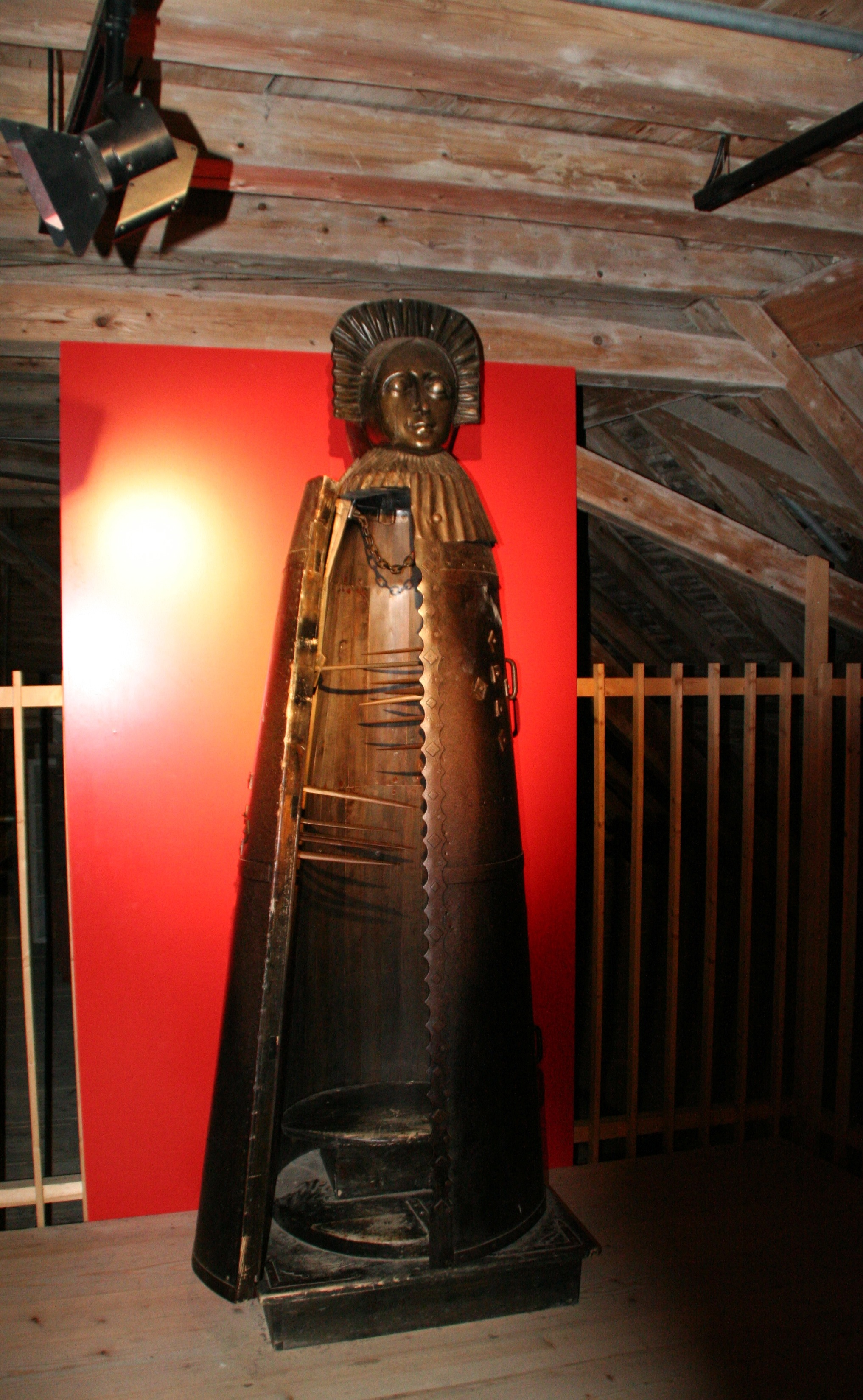
Eiserne Jungfrau

Wohl das bekannteste Ausstellungsstück in der Kyburg ist die Eiserne Jungfrau. Sie wurde 1876 vom damaligen Besitzer Matthäus Pfau aus einer Burg in Kärnten erworben und aufgestellt, um Besucher in das Schloss zu locken. Bis 1999 stand sie in der Folterkammer. Es handelt sich um eine dünne, mit Eisen überzogene Holzkonstruktion mit einer Höhe von 2,37 Metern. Heute steht sie im Ritterhaus.
Bei der eisernen Jungfrau handelte es sich jedoch nicht um ein mittelalterliches Folterinstrument; zeitgenössische Quellen erwähnen sie nicht, und das verwendete Material stammt nicht aus dem Mittelalter. Zudem sind die Stacheln auf eine Person mit einer Körpergrösse von mehr als zwei Metern ausgerichtet.

## Veranstaltungen
Jeden Sommer findet bei günstiger Witterung im Innenhof der Kyburg jeweils die Kyburgiade statt, ein internationales Kammermusikfestival. Bei schlechtem Wetter werden die Konzerte auf verschiedene Räumlichkeiten in Winterthur verschoben.

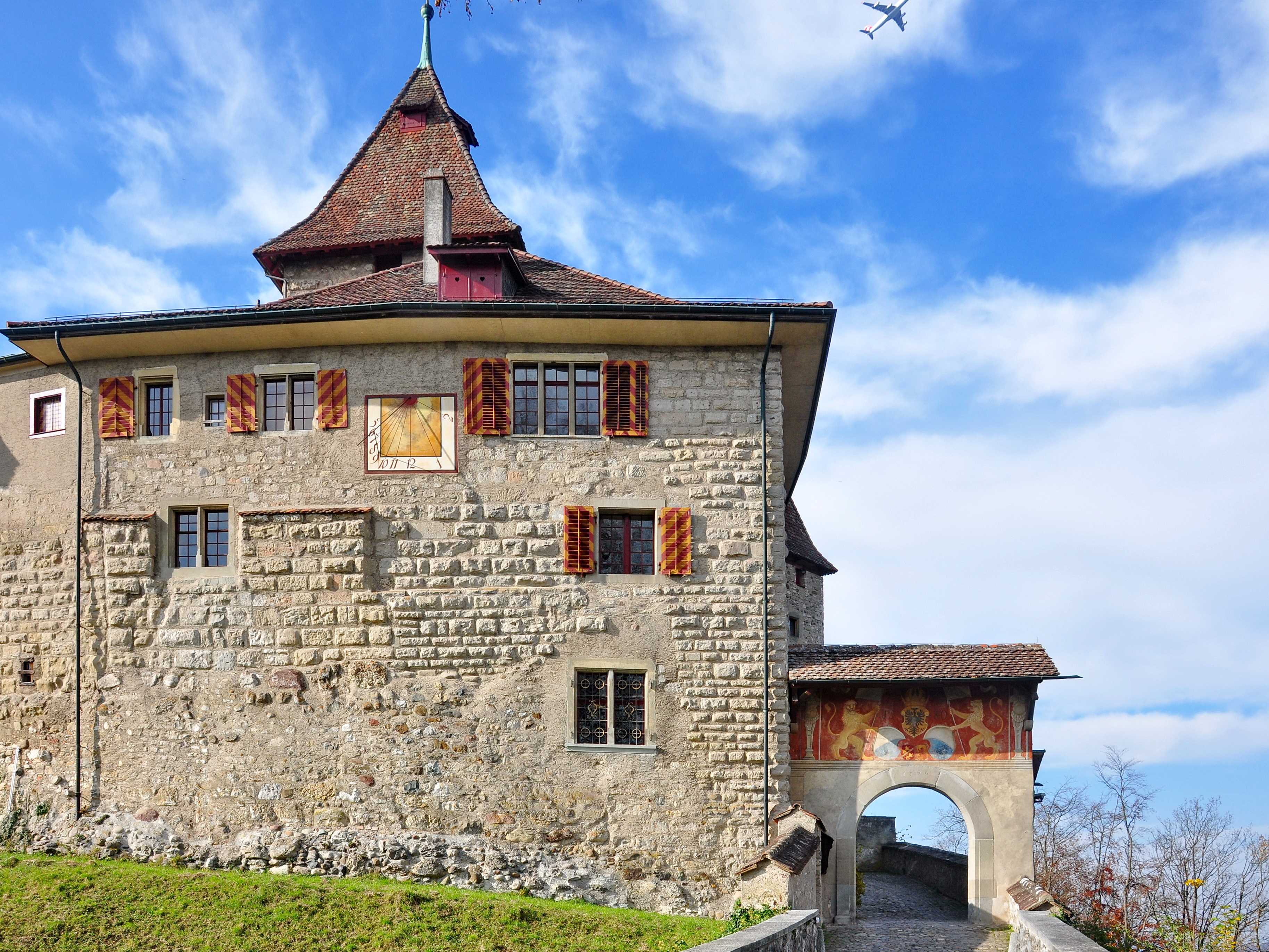
Eingangsbereich und Brücke zum Hauptportal
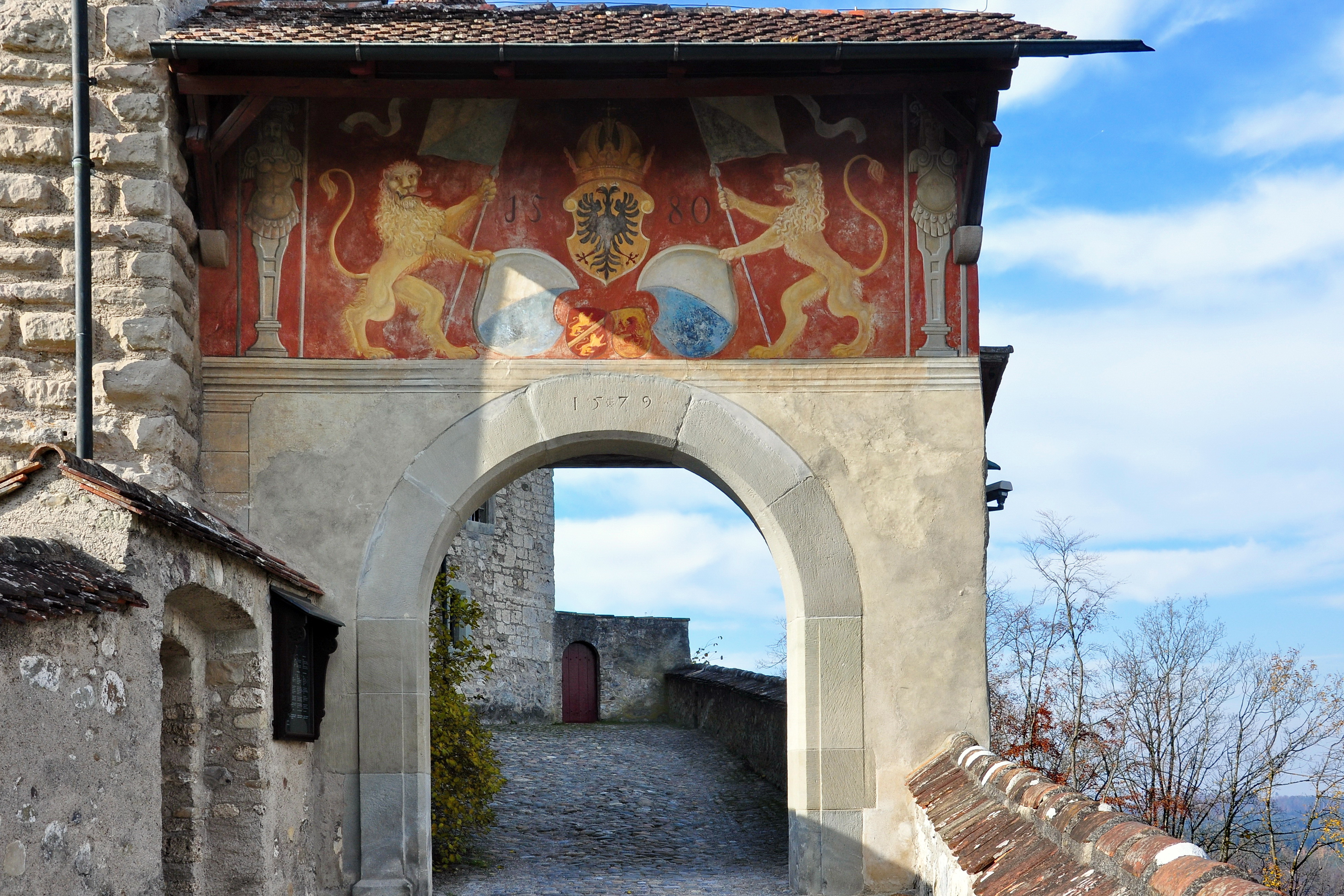
Herrschaftswappen und Reichsadler
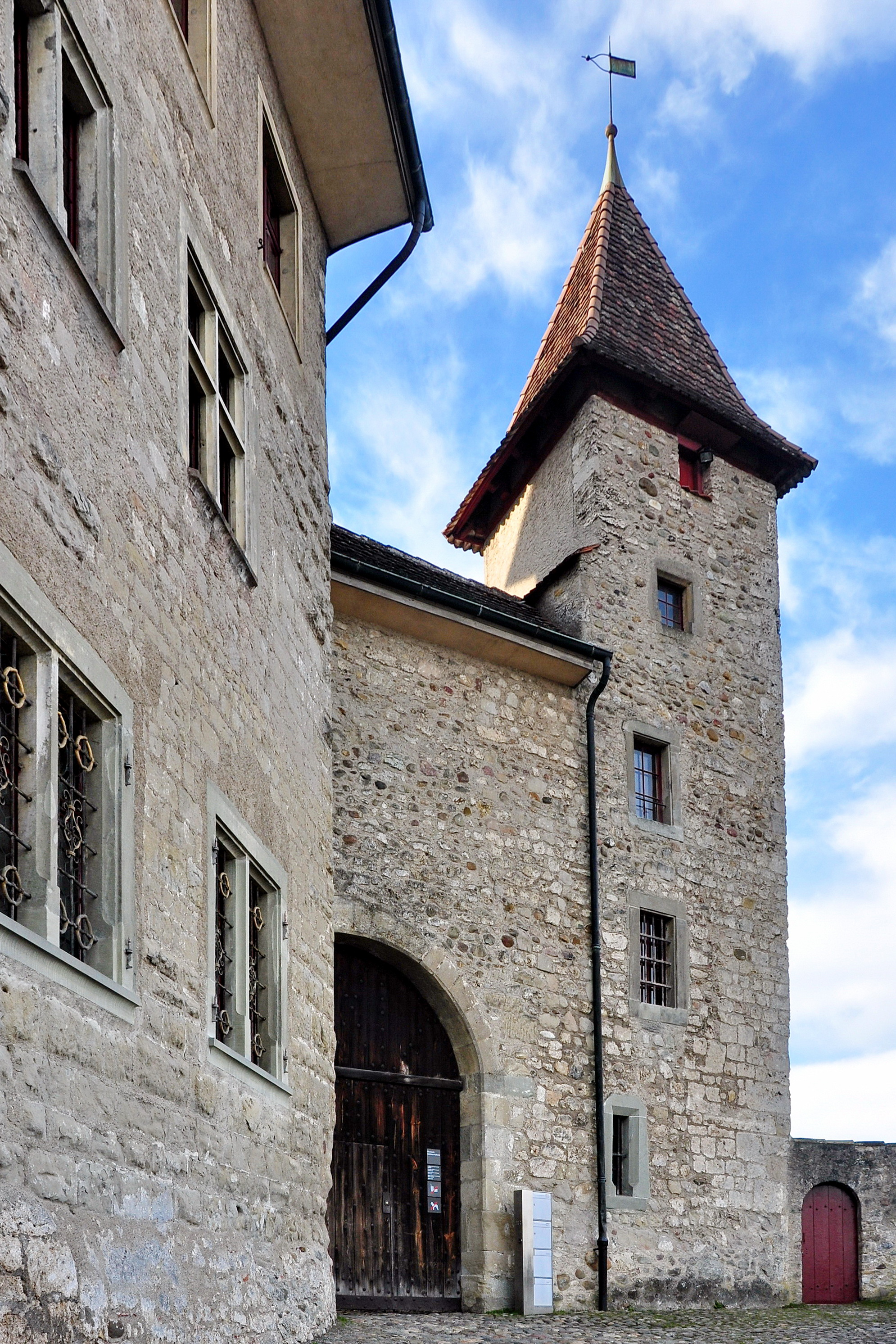
Hauptportal